# 本名純
本名 純（ほんな じゅん、1967年 - ）は、日本の政治学者。専門は、比較政治学・インドネシア政治。
テンプル大学卒業後、国際基督教大学大学院行政学研究科修士課程を経て、オーストラリア国立大学で博士号取得。現在、立命館大学国際関係学部教授。

## 著書

### 単著
- Military Politics and Democratization in Indonesia, (RoutledgeCurzon, 2003).
- 『民主化のパラドックス――インドネシアにみるアジア政治の深層』、岩波書店、2013年

### 共編著
- （安藤次男・原毅彦・奥田宏司）『ニューフロンティア国際関係』（東信堂, 2006年）
- （川村晃一）『2009年インドネシアの選挙――ユドヨノ再選の背景と第2期政権の展望』（アジア経済研究所, 2010年）

## 論文

### 雑誌論文
- 「インドネシアにおける国軍のシビリアン・コントロール――アブドゥルラフマン・ワヒド政権下の政治ゲーム 」『立命館国際研究』14巻2号（2001年）
- 「ポスト・スハルト時代におけるジャワ3州の地方政治――民主化・支配エリート・2004年選挙」『アジア研究』51巻2号（2005年）
- 「マフィア・国家・安全保障――東南アジアにおける越境犯罪の政治分析」『国際政治』149号（2007年）

### 単行本所収論文
- 「国軍――改革と権力闘争の狭間で」佐藤百合編『インドネシア・ワヒド政権の誕生と課題』（アジア経済研究所, 1999年）
- 「支配から参加へ――民主化適応の国軍政治」佐藤百合編『民主化時代のインドネシア――政治経済変動と制度改革』（アジア経済研究所, 2002年）
- 「メガワティと闘争民主党の敗北」松井和久・川村晃一編『インドネシア総選挙と新政権の始動』（明石書店, 2005年）
- 「民主化時代のインドネシアにおける国家暴力の変容」松下冽編『途上国社会の現在――国家・開発・市民社会』（法律文化社, 2005年）
- "Transnational Crime and Human Insecurity in South East Asia", in Giorgio Shani, Makoto Sato and Mustapha Kamal Pasha eds., Protecting Human Security in a Post 9/11 World: Critical and Global Insights, (Palgrave, 2007).